# Acromantis satsumensis
Acromantis satsumensis es una especie de mantis de la familia Hymenopodidae.

## Distribución geográfica
Se encuentra en Japón.